# Піддубецька сільська рада
Піддубе́цька сільська́ ра́да (до 18 травня 2011 року — Піддубцівська сільська рада) — адміністративно-територіальна одиниця та орган місцевого самоврядування у Славутському районі Хмельницької області. Адміністративний центр — село Піддубці.

## Загальні відомості
Піддубецька сільська рада утворена в 1944 році.
- Територія ради: 15,59 км²
- Населення ради: 674 особи (станом на 2001 рік)
- Територією ради протікає Корчик

## Історія
Хмельницька обласна рада рішенням від 18 травня 2011 року у Славутському районі перейменувала Піддубцівську сільську раду на Піддубецьку.

## Населення
Згідно з переписом УРСР 1989 року чисельність наявного населення сільської ради становила 1376 осіб, з яких 622 чоловіки та 754 жінки.
За переписом населення України 2001 року в сільській раді мешкало 667 осіб.

### Мова
Розподіл населення за рідною мовою за даними перепису 2001 року:
| Мова       | Відсоток |
| ---------- | -------- |
| українська | 98,81 %  |
| російська  | 1,19 %   |

## Населені пункти
Сільській раді підпорядковані населені пункти:
- с. Піддубці
- с. Веселинівка
- с. Тростянець

## Склад ради
Рада складається з 12 депутатів та голови.
- Голова ради: Бойчак Микола Васильович

### Депутати
За результатами місцевих виборів 2010 року депутатами ради стали:

#### За суб'єктами висування
| Суб'єкт висування           | Кількість обраних депутатів | %    |
| --------------------------- | --------------------------- | ---- |
| Самовисування               | 11                          | 91,7 |
| Комуністична партія України | 1                           | 8,3  |

#### За округами
| № округу                    | Прізвище, ім'я, по батькові   | Дата визнання обраним | Освіта             | Партійна приналежність | Відомості про обраного депутата                                      |
| --------------------------- | ----------------------------- | --------------------- | ------------------ | ---------------------- | -------------------------------------------------------------------- |
| Комуністична партія України |                               |                       |                    |                        |                                                                      |
| 9                           | Зубарець Борис Миколайович    | 01.11.2010            | середня            | позапартійний          | СВК «Маяк», механізатор                                              |
| Самовисування               |                               |                       |                    |                        |                                                                      |
| 1                           | Монах Валентина Петрівна      | 01.11.2010            | вища               | позапартійна           | Піддубецька сільська рада, секретар                                  |
| 2                           | Панчук Олександр Йосипович    | 01.11.2010            | середня            | позапартійний          | СВК «Маяк», комірник                                                 |
| 3                           | Черняк Антон Степанович       | 01.11.2010            | середня            | позапартійний          | пенсіонер                                                            |
| 4                           | Супрунчук Петро Герасимович   | 01.11.2010            | середня спеціальна | позапартійний          | СВК «Маяк», головний бухгалтер                                       |
| 5                           | Добронравов Вадим Михайлович  | 01.11.2010            | середня спеціальна | позапартійний          | Піддубецька загальноосвітня школа І-ІІ ст., оператор електрокотельні |
| 6                           | Прокопчук Валіда Адилкизи     | 01.11.2010            | середня спеціальна | позапартійна           | Територіальний центр, соціальний працівник                           |
| 7                           | Монах Валентина Володимирівна | 01.11.2010            | середня            | позапартійна           | ПП КФ «Прометей», молоко збирач                                      |
| 8                           | Сухий Микола Іванович         | 01.11.2010            | середня спеціальна | позапартійний          | СВК «Маяк», бригадир тракторної бригади                              |
| 10                          | Юркевич Микола Миколайович    | 01.11.2010            | середня            | позапартійний          | СВК «Маяк», мелник                                                   |
| 11                          | Вакуленко Неоніла Федорівна   | 14.11.2010            | середня            | позапартійна           | пенсіонер                                                            |
| 12                          | Клюцук Валерій Олександрович  | 14.11.2010            | вища               | позапартійний          | Піддубцівська загальноосвітня школа І-ІІ ст., дтректор               |

## Господарська діяльність
Основним видом господарської діяльності сільської ради є сільськогосподарське виробництво.